# 和歌山県道36号上富田すさみ線

和歌山県道36号上富田すさみ線（わかやまけんどう36ごう かみとんだすさみせん）は、和歌山県西牟婁郡上富田町とすさみ町を結ぶ県道（主要地方道）である。

## 概要
すさみ町大附～同町栗垣内（法師峠）は自動車の通行ができない不通区間となっている。

### 路線データ
- 陸上距離：52.5 km　（実延長：54.807km）
- 起点：上富田町岩田（立平交差点、国道311号交点）
- 終点：すさみ町江住（道の駅すさみ前交差点、国道42号交点）

## 歴史
- 1993年（平成5年）5月11日 - 建設省から、県道上富田すさみ線が上富田すさみ線として主要地方道に指定される[1]。
- 2015年（平成27年）7月31日 - 紀勢自動車道すさみ南ICと国道42号線を結ぶ江住バイパスが開通する。[2]。

## 路線状況
上富田町朝来交差点 - 鳥渕神社間・および上富田町と白浜町境界に位置する（新）卒塔婆トンネル上富田側約1km - 白浜町県道36号と37号の分岐点（玉伝口バス停）・すさみ町地内佐本地区38号重複区間から防己（つづら）交差点以南約1.5 km以外の箇所は、2車線未満の離合困難かつ見通しの悪い狭隘な路線である。

### 重複区間
- 和歌山県道37号日置川大塔線（西牟婁郡白浜町玉伝 - 西牟婁郡白浜町宇津木）
- 和歌山県道38号すさみ古座線（西牟婁郡すさみ町佐本追川 - 西牟婁郡すさみ町中防己）

### トンネル
- 卒塔婆トンネル（上富田町・白浜町）731ｍ
- 大谷トンネル（すさみ町）251ｍ

## 地理

### 通過する自治体
- 西牟婁郡
  - 上富田町
  - 白浜町
  - すさみ町

### 主な接続路線
上富田町
- 国道311号・和歌山県道35号上富田南部線（西牟婁郡上富田町岩田・立平交差点、起点）
- 国道311号（西牟婁郡上富田町生馬・生馬交差点）
- 和歌山県道220号岩田保呂線（西牟婁郡上富田町生馬）

白浜町
- 和歌山県道37号日置川大塔線（西牟婁郡白浜町玉伝）
- 和歌山県道37号日置川大塔線（西牟婁郡白浜町宇津木）

すさみ町
- 和歌山県道225号大附見老津停車場線（西牟婁郡すさみ町大附）
- 和歌山県道38号すさみ古座線（西牟婁郡すさみ町佐本追川）
- 和歌山県道38号すさみ古座線（西牟婁郡すさみ町中防己）
- 和歌山県道36号上富田すさみ線 旧道（西牟婁郡すさみ町江住）
- 紀勢自動車道 すさみ南インターチェンジ
- 国道42号（西牟婁郡すさみ町江住・道の駅すさみ前交差点、終点）

旧道
- 国道42号（西牟婁郡すさみ町江住、終点）